# Echo (lied)
Echo is een lied van de Nederlandse artiesten Big2 en Antoon. Het werd in 2022 als single uitgebracht en stond in hetzelfde jaar als vijfde track op de ep Lima van Big2.

## Achtergrond
Echo is geschreven door Valentijn Verkerk, Kevin Bosch en Twan van Steenhoven en geproduceerd door Antoon en Big2. Het is een nummer uit de genres nederhop en ska. Het lied gaat over eenzaamheid en jezelf niet gehoord door anderen voelen. De artiesten schreven het lied tijdens een lockdown in de coronacrisis. Hoewel het geen bewuste keuze was om een ska-nummer te maken, vergelijken de artiesten het geluid van het lied met de jaren 80 sound van Doe Maar. Het thema van het lied is in de videoclip uitgebeeld door een kat, die de aandacht zoekt van andere katten maar deze tot aan het eind van de muziekvideo niet krijgt.
Het is niet de eerste keer dat de twee artiesten met elkaar samenwerken. Sinds Antoon bij de Herman Brood Academie Big2 als leraar had en Antoon vervolgens tekende bij het label DreamTeam van Big2 zijn er meerdere samenwerkingen van de twee op de markt gekomen. Dit zijn onder andere Disco duivel, Leuk en Tantoe lekker.

## Hitnoteringen
De artiesten hadden bescheiden succes met het lied in Nederland. Het piekte op de 72e plaats van de Single Top 100 en stond één week in deze hitlijst. De Top 40 werd niet bereikt; het lied bleef steken op de zesde plaats van de Tipparade.